# L'ocult 2
L'ocult 2 (títol original: The Hidden II) és una pel·lícula estatunidenca dirigida per Seth Pinsker, estrenada l'any 1994. Ha estat doblada al català.

## Argument
15 anys després de les aventures del primer film, la criatura extraterrestre ha arribat a sobreviure i a canviar d'aparença corporal. Després de la mort del seu pare, la filla de Thomas Beck, Juliet, fa equip amb MacLachlan, un agent arribat a la Terra per descobrir el que li ha passat a l'hoste de Thomas Beck.

## Repartiment
- Raphael Sbarge: MacLachlan
- Kate Hodge: Juliet Beck
- Jovin Montanaro: Stanton
- Christopher Murphy: Tony Thompson
- Michael Welden: Tom Beck
- Michael A. Nickles: Matt Flamm
- Tony DiBenedetto: Bum
- Tom Tayback: Colton
- Dennis Bertsch: l'empleat de la morgue
- Cate Caplin: la periodista
- Edith Varon: la criada
- Peter Gregory: el cuiner
- Bobby J. Foxworth: l'agent de seguretat
- Honey Lauren: la filla de la rave
- Garvin Funches: Cold Steel

## Al voltant de la pel·lícula
- El rodatge va començar el 1er de març de 1994.
- Amb l'excepció d'alguns plans d'un gos infectat per un alien, els 15 primers minuts del film corresponen als 15 últims de Hidden (1987).[3]
- El nom del personatge MacLachlan interpretat per Raphael Sbarge, és una possible referencia a l'actor Kyle MacLachlan, heroi del primer film.

## Banda original
- Carry Me Through, interpretat per daVinci
- Live From I.E., interpretat per Madrok
- I Ain't What You Need, compost per Ron Marshall
- Right This Time, interpretat per Ben Trexel
- Deeper Sin, interpretat per Cardenal
- Mortal Storm, interpretat per Bohemia